# Atelopus subornatus
Atelopus subornatus — вид отруйних жаб родини ропухових (Bufonidae).

## Поширення
Вид є ендеміком Колумбії. Цей вид відомий з двох пунктів, що розміщені за 20 км один від одного, в колумбійських Андах у департаменті Кундинамарка. Мешкає у гірських дощових лісах та річках на висоті 2000–2800 м над рівнем моря. Остання знахідка виду була у 1999 році.